# سفارة تونس في النرويج
سفارة تونس في النرويج هي أرفع تمثيل دبلوماسي لدولة تونس لدى النرويج. تقع السفارة في وهي تهدف لتعزيز المصالح التونسية في النرويج.

## السفراء
سفراء تونس لدى النرويج هم على التوالي:
| الاسم        | تاريخ التعيين  | م     |
| ------------ | -------------- | ----- |
| آمال بن يونس | 12 سبتمبر 2020 | [ 5 ] |

## وصلات خارجية
- الموقع الرسمي
- قائمة سفارات تونس
- قائمة السفارات في النرويج